# L'Angelo Misterioso
L'Angelo Misterioso est un pseudonyme utilisé par George Harrison pour son travail sur plusieurs enregistrements pour le compte de maisons de disque concurrentes de celle avec laquelle il était lié contractuellement, ce qui rendait impossible l'utilisation de son vrai nom. Il apparaît sur :
- Badge de l'album Goodbye, dernier album de Cream (1969).
- Never Tell Your Mother She's Out of Tune de l'album Songs for a Tailor, album solo de Jack Bruce (1969).
- On Tour with Eric Clapton, de Delaney & Bonnie & Friends (1970 - Réédité en 2010 dans une version coffret Deluxe).